# Simons spelar Abba
Simons spelar Abba är ett album av det svenska dansbandet Simons, utgivet 1992 på CD och MK . Albumet innehåller bara Abba-låtar, som spelas instrumentalt och med saxofon-sound.

## Låtlista
| Nr  | Titel                        | Låtskrivare                                      |
| --- | ---------------------------- | ------------------------------------------------ |
| 1.  | Hasta Mañana                 | Benny Andersson, Björn Ulvaeus, Stikkan Anderson |
| 2.  | I Have a Dream               | Benny Andersson, Björn Ulvaeus                   |
| 3.  | Waterloo                     | Benny Andersson, Björn Ulvaeus, Stikkan Anderson |
| 4.  | Why Did it Have to Be Me     | Benny Andersson, Björn Ulvaeus, Stikkan Anderson |
| 5.  | SOS                          | Benny Andersson, Björn Ulvaeus, Stikkan Anderson |
| 6.  | Chiquitita                   | Benny Andersson, Björn Ulvaeus                   |
| 7.  | Dancing Queen                | Benny Andersson, Björn Ulvaeus, Stikkan Anderson |
| 8.  | I Do, I Do, I Do, I Do, I Do | Benny Andersson, Björn Ulvaeus, Stikkan Anderson |
| 9.  | The Winner Takes It All      | Benny Andersson, Björn Ulvaeus                   |
| 10. | Honey, Honey                 | Benny Andersson, Björn Ulvaeus, Stikkan Anderson |
| 11. | Ring, ring                   | Benny Andersson, Björn Ulvaeus                   |
| 12. | Thank You for the Music      | Benny Andersson, Björn Ulvaeus                   |

### Fotnoter
1. ↑  Information i Svensk mediedatabas.
2. ↑  Information i Svensk mediedatabas.